# Aurel Onciul
Aurel Onciul (29. února nebo 12. března 1864 Vicovu de Sus – 30. září nebo 7. října 1921 Bukurešť) byl rakouský úředník, pojišťovací odborník a politik rumunské národnosti z Bukoviny, na počátku 20. století poslanec Říšské rady.

## Biografie
Jeho otcem byl univerzitní profesor Isidor Onciul. Aurel vystudoval lyceum Terezianum ve Vídni. Potom absolvoval právnickou fakultu Vídeňské univerzity a působil jako právník a správní úředník. V letech 1885–1889 pracoval ve Vídni na dolnorakouské finanční prokuratuře. V období let 1889–1896 byl soudním tlumočníkem do rumunštiny při ministerstvu vnitra a do roku 1893 i redaktorem rumunské verze Říšského zákoníku. V roce 1893 přešel na technicko-pojišťovací oddělení. Jako odborník na pojišťovací právo se podílel na budování Životní pojišťovny v Brně. Zemský výbor na Moravě si ho roku 1899 vyžádal jako experta. Byl pověřen vypracováním stanov, pojišťovacích podmínek a pojistného plánu vznikajícího ústavu. Životní pojišťovna pak byla zřízena roku 1901 a Onciul působil coby její ředitel do roku 1903 a jako generální ředitel do roku 1906. Během svého angažmá na Moravě byl v letech 1896–1906 i soukromým docentem pro pojistné právo a od roku 1898 do roku 1903 honorovaným docentem základů rakouské ústavy a nauky o státní správě na německé technice v Brně.
Byl politicky aktivní. Od roku 1903 do roku 1918 zasedal jako poslanec Bukovinského zemského sněmu.
Působil i jako poslanec Říšské rady (celostátního parlamentu Předlitavska), kam usedl v doplňovacích volbách do Říšské rady roku 1905 za kurii venkovských obcí v Bukovině, obvod Černovice, Storožynec. Nastoupil 28. listopadu 1905 místo Floriana Lupu.Uspěl i v řádných volbách do Říšské rady roku 1907, konaných poprvé podle všeobecného a rovného volebního práva. Zvolen byl za obvod Bukovina 14. Mandát zde obhájil ve volbách do Říšské rady roku 1911.
V roce 1900 byl předákem rumunské Demokratické strany (Partidul Democratic). V roce 1906 se uvádí na Říšské radě coby člen poslaneckého Rumunského klubu. I po volbách roku 1907 a roku 1911 patřil do parlamentního Rumunského klubu. Lidové noviny v nekrologu popisují Onciula jako člověka, který byl rumunského původu, ale celkovým rázem své činnosti byl Němec.
V lednu 1908 se Onciul utkal s novinářem Karlem Klügerem, šéfredaktorem listu Czernowitzer Tagblatt. Klüger se cítil poškozen Onciulovými výroky a vyzval proto poslance na souboj. Oba utrpěli zranění a spor nebyl vyřešen. Koncem téhož roku zase byl Onciul ve sporu, tentokrát soudním, s rusínským poslancem Mykolou Vasylkem.
V závěru života se stáhl z politiky. Zemřel na podzim 1921 v Bukurešti.